# Nyssodrysina leucopyga
Nyssodrysina leucopyga là một loài bọ cánh cứng trong họ Cerambycidae.